# 大山東町
大山東町（日语：／ Ōyama-higashicho */?）是東京都板橋區的町名，為未設丁目的單獨町名。
板橋區全域已實施住居表示。

## 地理
位於板橋區東南部。北鄰冰川町與榮町，東接板橋，南連大山金井町，西通大山町。町域東邊有東京都道317號環狀六號線（山手通）與首都高速5號池袋線通過，舊川越街道（遊座大山商店街）貫穿中央地帶，南邊有東武東上線通過。町內有板橋稅務署、保健所等政府機關，遊座大山商店街一帶為商業區，其他為住宅地。

### 地價
依據2014年（平成26年）1月1日的公告地價，大山東町10-2的住宅地價為44萬9000日圓/m2。

## 歷史

### 地名由來
因位於大山町、大山站東側而命名。

## 交通

### 鐵道
- 東武鐵道
  - 東武東上線：大山站－僅停靠各站停車。
    - 上行：池袋方向
    - 下行：成增、川越市、寄居方向

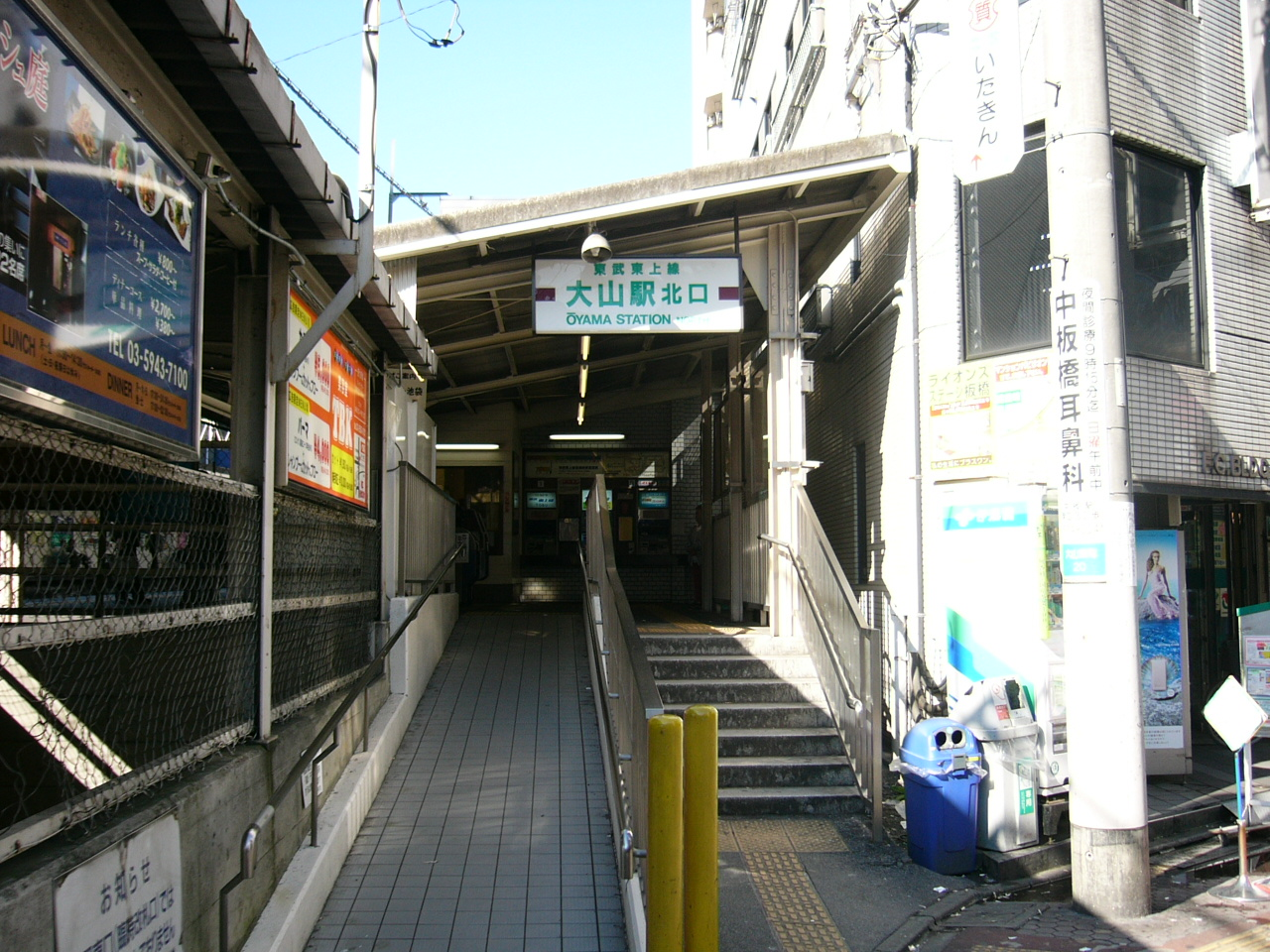
大山站北口

- 上行月台與北口位在町內，站舍（南口側）位在大山町。

### 巴士
- 國際興業巴士（日语：国際興業バス）
  - 大山東町（舊稱板橋電話局）
    - 池20：往池袋站西口，往高島平操車場
    - 池21：往池袋站西口，行經舟渡町往高島平站

### 道路
- 首都高速5號池袋線
- 東京都道317號環狀六號線（山手通）
- 東京都道420號鮫洲大山線（日语：東京都道420号鮫洲大山線）

## 設施
- 板橋區立文化會館
- 板橋稅務署
- 東京都板橋都稅事務所
- 板橋健康福祉中心
- 板橋區大山東兒童館
- 板橋區立板橋第一中學校（日语：板橋区立板橋第一中学校）

## 備註
1. ↑  .   [2014-09-14]. （原始内容存档于2014-09-14）.
2. ↑  板橋区教育委員会『いたばしの地名』，1995年3月，P127。
3. ↑  .   [2014-09-14]. （原始内容存档于2014-10-06）.

## 外部連結
- 板橋區官方網站（页面存档备份，存于）